# Josef Maria Eder
Josef Maria Eder, né le 16 mars 1855 à Krems an der Donau et mort le 18 octobre 1944 à Kitzbühel, est un chimiste autrichien spécialisé dans la chimie de la photographie. Il a écrit une histoire complète des débuts du développement technique de la photographie chimique.

## Biographie
Il étudie la chimie, la physique et les mathématiques à l'Université technique de Vienne et à l'Université de Vienne. En 1876, il obtient son doctorat et en 1879, après son habilitation, devient chargé de cours à l'Université technique de Vienne. Ses recherches portent alors sur la chimie de la photographie. Après avoir passé quelque temps à la Staatliche Gewerbeschule de Vienne, il devient chargé de cours à la Höhere Gewerbeschule de Vienne. Ce changement augmente ses possibilités de faire de la recherche.
Dans les années suivantes, Eder développe un procédé gélatino-argentique. Les plaques photographiques orthochromatiques, associées à un filtre couleur contrecarrant la sensibilité inhomogène des plaques à la lumière de différentes longueurs d'onde, ont produit des images en noir et blanc montrant toutes les couleurs de la lumière dans leur véritable luminosité.
Eder est professeur à l'Université technique de Vienne de 1892 à 1925. Il met en œuvre des méthodes scientifiques dans le développement de procédés photographiques. En particulier, il a utilisé des méthodes de spectroscopie et a inventé plusieurs nouveaux instruments dont le photomètre à coin neutre Eder-Hecht,avec Walter Hecht (1896–1960). Une autre invention est le "photomètre à oxalate de mercure" pour mesurer l'intensité du rayonnement UV. Après la publication de l'effet des rayons X sur le matériel photographique, Eder et Eduard Valenta font des recherches pour améliorer la sensibilité du matériel photographique aux rayons X.
En 1884, Eder commence à écrire son manuel complet de la photographie, toujours disponible en réimpression. Il reçoit le prix Lieben en 1895, la Médaille Wilhelm-Exner en 1923 et devient membre de l'Académie autrichienne des sciences en 1930. Le 1er mars 1888, Eder fonde l'École royale et impériale des arts graphiques de Vienne (Höhere Graphische Bundes- Lehr- und Versuchsanstalt).

## Extrait de sa bibliographie
Durant sa carrière, Eder a publié plus de 650 articles.

### En allemand
- 1892 Die photographische Camera und die Momentapparate, Photographica, Berlin 2007,  (ISBN 978-3-89506-272-8) (Reprint der Ausgabe: Knapp, Halle an der Saale 1892).
- 1896 Versuche über Photographie mittelst der röntgen'schen Strahlen avec Eduard Valenta[1].
- Ausführliches Handbuch der Fotografie:
  - 1891 Die photograpischen Objective, ihre Eigenschaften und Prüfung, 4. Heft = 1. Band, Heft 4, Halle/S,Staats- und Universitätsbibliothek Hamburg
  - 1892 Die photograpische Camera und die Momentapparate, 5. Heft = 1. Band, 5. Heft, Halle/S. Staats- und Universitätsbibliothek Hamburg
  - 1895 Einleitung in die Negativ-Verfahren und die Daguerrotypie, Talbotypie und Niepcotypie, 6. Heft = 2. Band, 1. Heft, Halle/S. Staats- und Universitätsbibliothek Hamburg
  - 1896 Das nasse Collodionverfahren, die Ferrotypie und verwandte Processe, sowie die Herstellung von Rasternegativen für Zwecke der Autotypie, 7. Heft = 2. Band, 2. Heft, Halle/S. Staats- und Universitätsbibliothek Hamburg
  - 1897 Das Bromsilber-Collodion- sowie das Orthochromatische Collodion-Verfahren und das Bad-Collodion-Trockenverfahren, 8. Heft = 2. Band, 3. Heft, Halle/S. Staats- und Universitätsbibliothek Hamburg
  - 1898 Die photographischen Copirverfahren mit Silbersalzen (Positiv-Process) auf Salz-, Stärke- und Albumin-Papier etc., 12. Heft = 4. Band, 1. Heft, Halle/S. Staats- und Universitätsbibliothek Hamburg
  - 1899 Die Lichtpausverfahren, die Platinotypie und verschiedene Copirverfahren ohne Silbersalze (Cyanotypie, Tintenbilder, Einstaubverfahren, Urancopien, Anthrakotypie, Negrographie etc.), 13. Heft = 4. Band, 2. Heft, Halle/S.: Knapp, Staats- und Universitätsbibliothek Hamburg
  - 1902 Die Grundlage der Photographie mit Gelatine-Emulsionen, Band H. 9 = Band. 3, H. 1 Halle a.S. Staats- und Universitätsbibliothek Hamburg
  - 1903 Die Praxis der Photographie mit Gelatine-Emulsionen, 10. Heft = 3. Band, 2. Heft, Halle/S. Staats- und Universitätsbibliothek Hamburg

- 1928 Die theoretischen und praktischen Grundlagen der Autotypie, avec  Alfred Hay, Halle/S. Universitätsbibliothek Weimar

- 1932 Geschichte der Photographie
  - Band 1, Halle/S., 1932, 4., gänzlich umgearb. und verm. Aufl. Universitätsbibliothek Heidelberg
  - Band 2, Halle/S., 1932, 4., gänzlich umgearb. und verm. Aufl. Universitätsbibliothek Heidelberg

### En anglais
- 1945 History of photography, Traduction par Edward Epstean de Geschichte der Photographie, New York, Columbia University press, 860 pages[2]

### En français
- 1881 Des Actions chimiques de la lumière colorée et de la photographie en couleurs naturelles, Traduit de l'allemand par MM. R. Pauli et Th. d'Hauw, Gand : impr. de C. Annoot-Braeckman, supplément du "Bulletin de l'Association belge de photographie", 94 pages[3].
- 1888 La photographie instantanée, son application aux arts et aux sciences, Traduction française de la 2e édition allemande par O. Campo, Paris : Gauthier-Villars et fils, 221 pages[4].
- 1900 Formules, recettes et tables pour la photographie et les procédés de reproduction, traduite de l'allemand par G. Braun, Paris : Gauthier-Villars, 185 pages[5].
- 1902 Système de sensitométrie des plaques photographiques, Traduit de l'allemand par Édouard Belin, Paris : Gauthier-Villars, 152 pages[6]

## Galerie photos

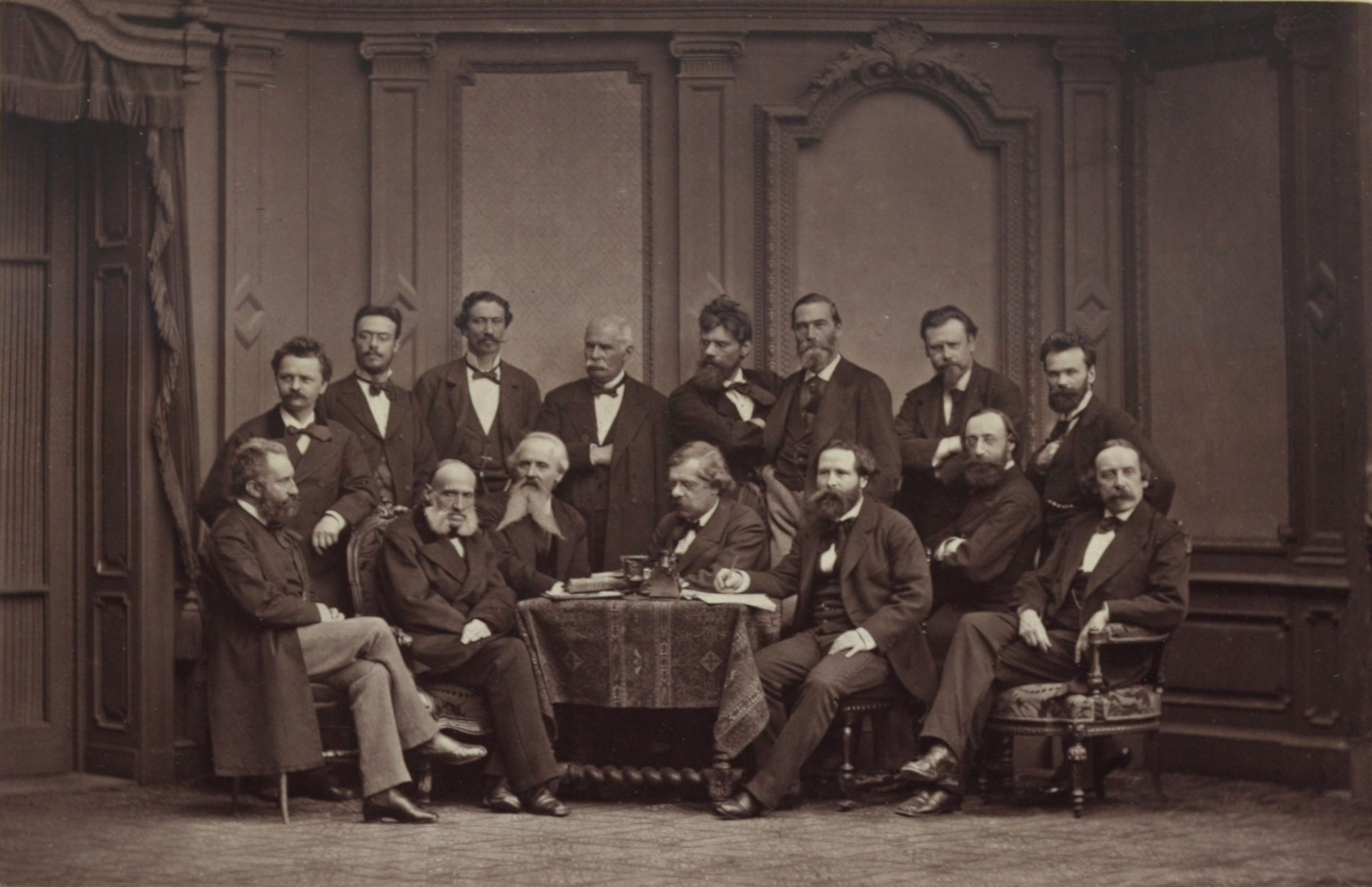
Comité de la Société photographique de Vienne,vers 1875. Eder est le second debout à gauche.
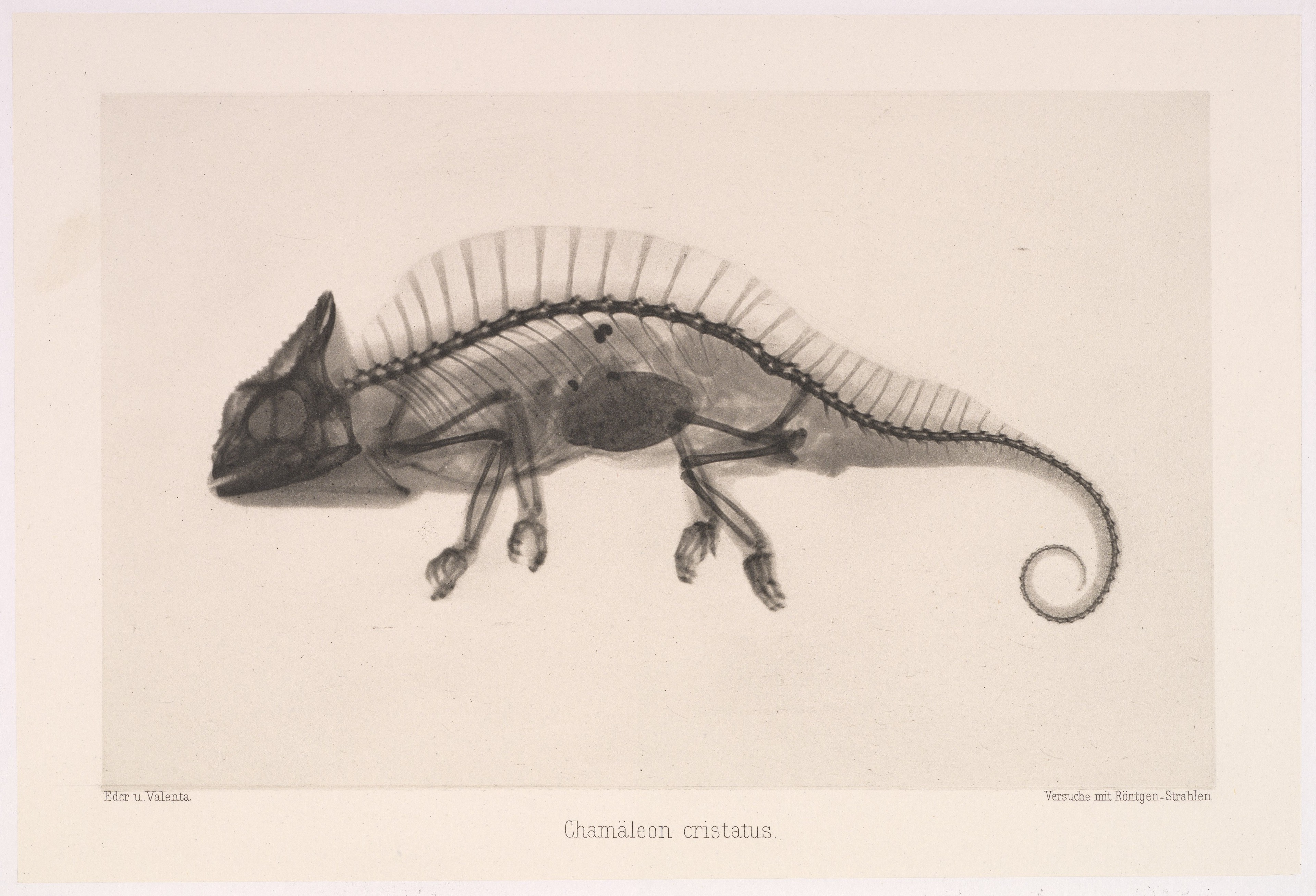
Caméléon aux rayons X.
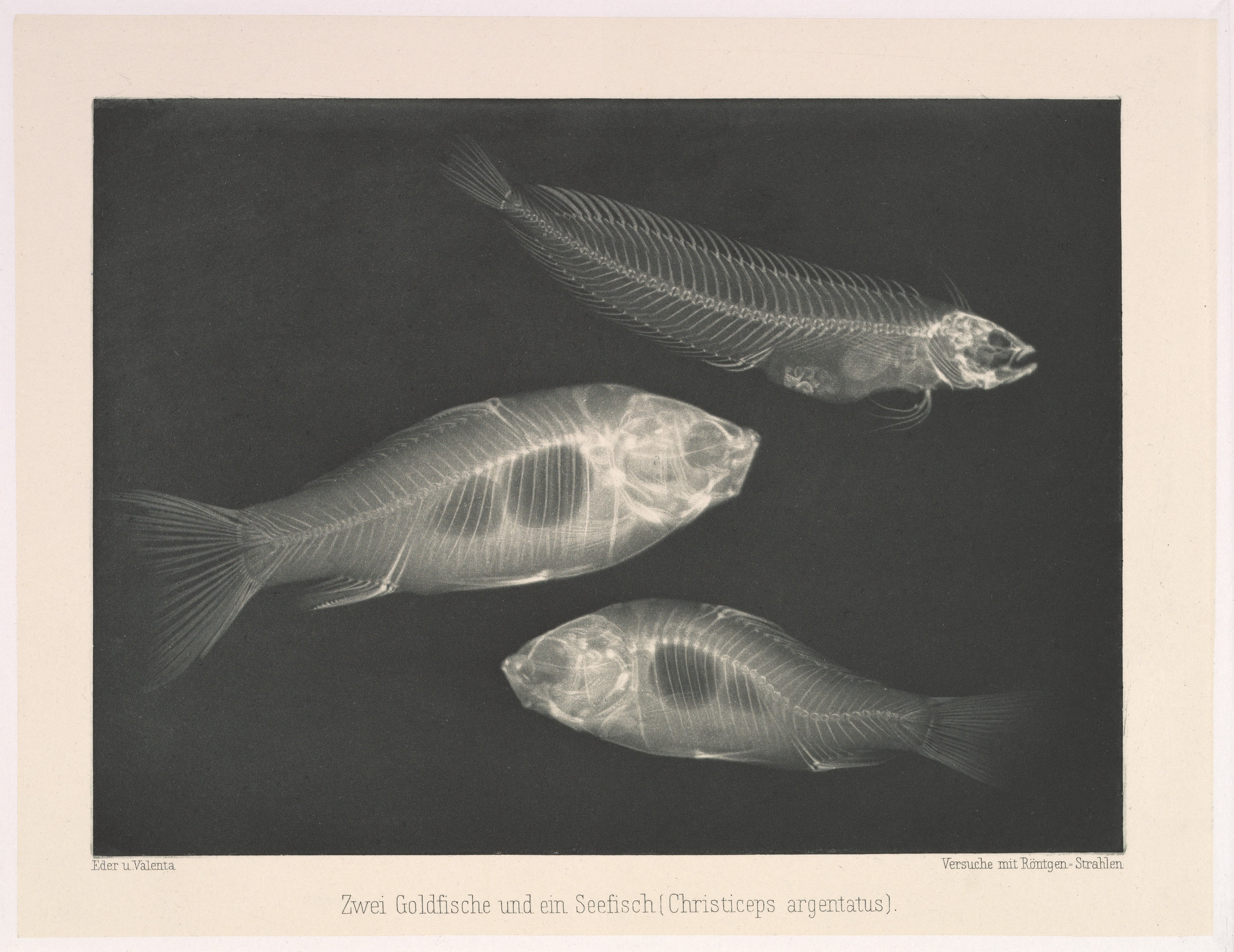
Poissons aux rayons X.